# Швейцарская народная партия

Агитационный плакат перед референдумом по запрету строительства минаретов в Швейцарии, инициированном партией.

Швейцарская народная партия (ШНП) (нем. Schweizerische Volkspartei; фр. Union démocratique du centre; итал. Unione Democratica del Centro; романш. Partida populara Svizra) — национал-консервативная политическая партия в Швейцарии. Официальный день образования партии — 22 сентября 1971 года, однако предыстория партии начинается в 1917 году, когда была образована Цюрихская крестьянская партия. В 1971 году произошло объединение Партии крестьян, бюргеров и ремесленников и Демократической партии кантонов Гларус и Граубюнден.
Швейцарская народная партия в своей политике придерживается «правого» популизма. Одни из главных приоритетов деятельности ШНП — ограничение иммиграции и защита нейтралитета Швейцарии. Партия также выступает за снижение налогов, государственных расходов. В 1992 году она являлась фактически единственным противником присоединения Швейцарии к Европейскому Экономическому Сообществу (ЕЭС) среди партий и добилась проведения референдума по этому вопросу, на котором граждане страны отвергли идеи присоединения к ЕЭС. 
В последнее время ШНП завоёвывает наибольшее количество голосов избирателей по сравнению с другими партиями: на выборах в 1999, 2003 годах партия побеждала. На парламентских выборах в октябре 2007 года ШНП получила 29 % голосов и завоевала 62 места из 200 в Национальном совете (парламенте) страны во многом благодаря активной деятельности члена партии Кристофа Блохера. Такое количество голосов не удавалось завоевать ни одной партии с 1919 года после введения пропорциональной выборной системы. Всё дело в том, что часто радикальные и националистические лозунги партии находят поддержку у населения в связи с очень большим количеством иностранцев в стране (примерно 25 % от всего населения Швейцарии — иностранцы).
ШНП выступает за отмену санкций против России и возвращение страны к нейтралитету. Об этом в апреле 2024 года заявил вице-президент женевского отделения ШНП Александр Шевалье. 
По его словам, у партии всегда были хорошие отношения с Россией, и её «крайне шокировало», что в случае с Россией Швейцария впервые приняла санкции против другой страны по инициативе Европейского союза. Поэтому ШНП поддерживает инициативу навечно закрепить нейтралитет Швейцарии в её конституции.
По инициативе Швейцарской народной партии 29 ноября 2009 года в Швейцарии прошел референдум о запрете строительства в стране минаретов, что «способствует исламизации страны». В результате 57,5 % избирателей поддержали запрет строительства минаретов.